# Heinrich Reffle von Richtenberg
Heinrich VII. Reffle von Richtenberg je bil od leta 1470 do 1477 veliki mojster Tevtonskega viteškega reda, * okoli 1415, Švabska, †  20. februar 1477, Königsberg.

## Življenje
Izhajal naj bi iz vrst ministerialov samostana Reichenau. Po vstopu v tevtonski red dolgo časa ni igral pomembnejše vloge. Od leta 1446 je bil spremljevalec ostrodskega poveljnika in od 1448 spremljevalec velikega mojstra Konrada von Erlichshausna. Leta 1452 je dobil urad v Pucku.
Funkcijo velikega komturja (poveljnika) je dobil po koncu trinajstletne vojne okoli leta 1467. Tedaj se je tudi pridružil meniški eliti in lahko sodeloval v političnem življenju reda. Po smrti velikega mojstra  Heinricha Reußa von Plauena je prevzel vodstvo reda.  Tako kot njegov predhodnik je tudi on zavlačeval s sklicem generalnega kapitlja, vendar ga je kraljev ultimat prisilil, da je razpisal volitve velikega mojstra. 20. septembra 1470 se je kot soglasno izvoljeni veliki mojster tevtonskega reda odpravil poklonit poljskemu kralju.
S kraljem Kazimirjem IV. Jagelom se je srečal 20. novembra 1470 na sejmu v Piotrkówu. Po obredu poklona se je von Richtenberg vrnil v Prusijo. Od samega začetka njegovega mandata so bili dolgovi reda najbolj pereč problem, ki ga je moral reševati. Drug problem so bili upori neplačanih najemniških vojakov, ki so plenili vasi in mesta. Heinrich von Richtenberg je moral uvesti politiko zategovanja pasu.
Ves čas svoje vladavine je bil v sporu s pruskimi škofi pod njegovo upravo. Vmešal se je v politiko poljskega kralja glede imenovanja škofov v Pomezanski in Varminski škofiji. Konflikt je dosegel višek v oboroženem pohodu tevtonskih vitezov na Varmijo leta 1472.
Ker se je hotel osvoboditi odvisnosti od poljske krone, se je začel pogajati z ogrskim kraljem Matijem Korvinom, kateremu je obljubil plačevanje davka v zameno za zaščito Tevtonskega reda.
Umrl je 20. februarja v Königsbergu. Pokopan je bil v königsberški stolnici.